# Lophocalotes ludekingi
Lophocalotes ludekingi är en ödleart som beskrevs av  Pieter Bleeker 1860. Lophocalotes ludekingi ingår i släktet Lophocalotes och familjen agamer. Inga underarter finns listade i Catalogue of Life.